# 青山二郎
青山 二郎（あおやま じろう、1901年（明治34年）6月1日 - 1979年（昭和54年）3月27日）は、日本の装丁家・美術評論家・数寄者。骨董収集鑑定でも著名であった。

## 人物
1901年（明治34年）東京市麻布区新広尾町1丁目（現：東京都港区）にて、精力剤のオットセイ丸で財を成した資産家の家に生まれた。幼い頃から絵画や映画に興味を持ち、自らも画才を発揮した。中学生の頃から焼き物・骨董品蒐集にも興味を持ち、1927年（昭和2年）26歳の若さで実業家・横河民輔の蒐集した中国陶磁器2000点の図録作成を委託されるなど、その鑑識眼は天才的と評された。
1930年（昭和5年）舞踊家の武原はんと結婚し、麻布一の橋に所帯を構え、作家の永井龍男が隣りに越してきたのを皮切りに、小林秀雄、中原中也、河上徹太郎、三好達治、大岡昇平ら文学仲間が出入りするようになり、青山を中心とする集いは「青山学院」と称された。その他にも北大路魯山人、宇野千代、白洲正子、加藤唐九郎、秦秀雄など多彩な面々と交流し、その高等遊民的な生き方は多くの作家によって語られている。

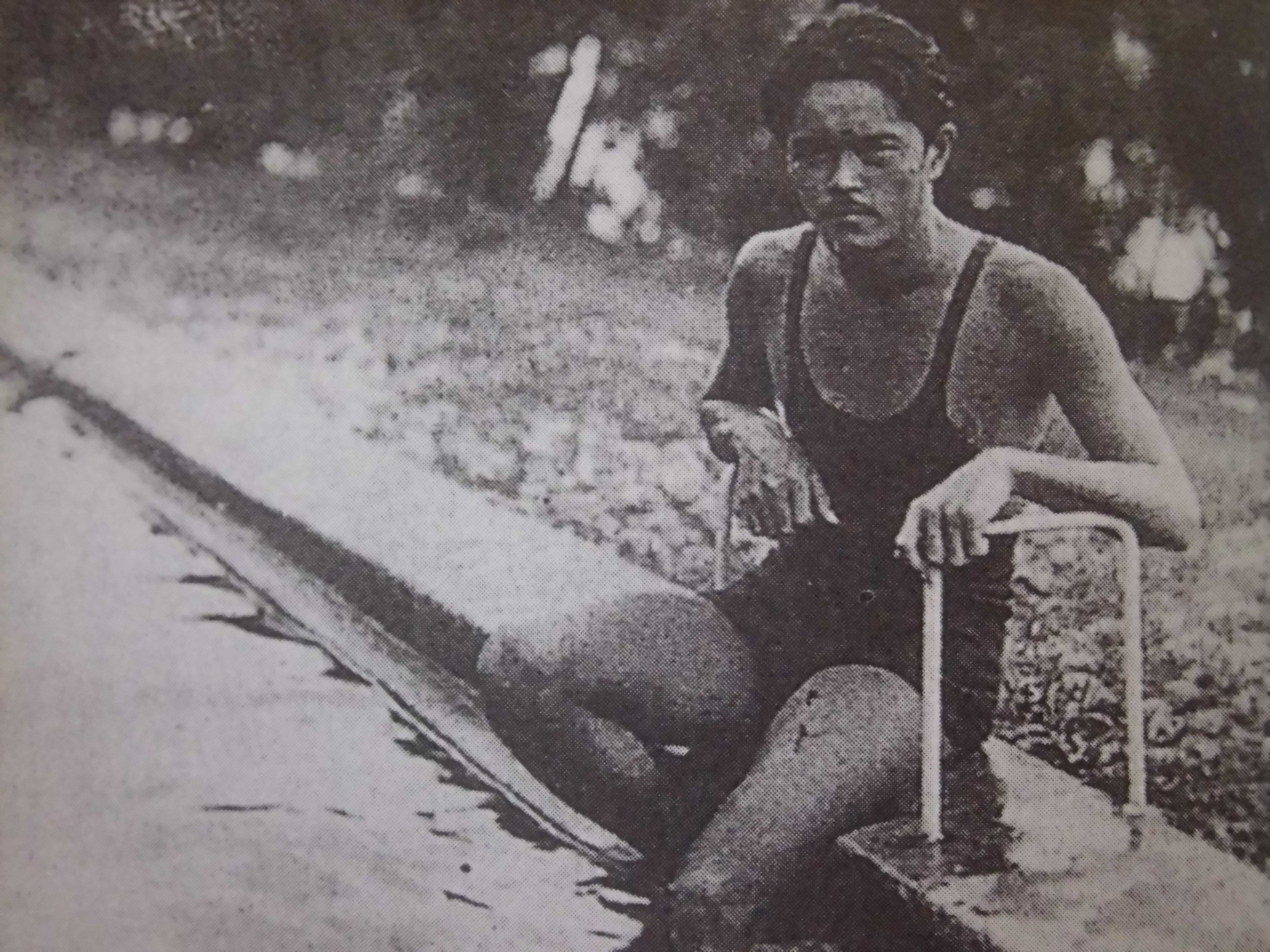
青山は日本式泳法の一つ水府流を修得していた
（大正13年頃）

## 経歴
東京市麻布区新広尾町（現：東京都港区）に青山八郎右衛門・きん夫妻の次男として生まれた。
1909年（明治42年）4月飯倉小学校に入学。小学校時代、水府流（古式水泳）の泳ぎを習得、毎夏、三浦三崎にて過す。
麻布中学在学中から絵画や陶器に親しみ、中国・朝鮮や日本の焼き物を探求した。
1919年（大正8年）4月日本大学法学科に入学。しかし大学へは通わず、東京帝大で開かれた奥田誠一主宰の「陶磁器研究会」に通う。
若き日に柳宗悦や浜田庄司たちの民藝運動に参加するも、やがて柳たちが提唱する民藝理論に矛盾を感じ離れていった。

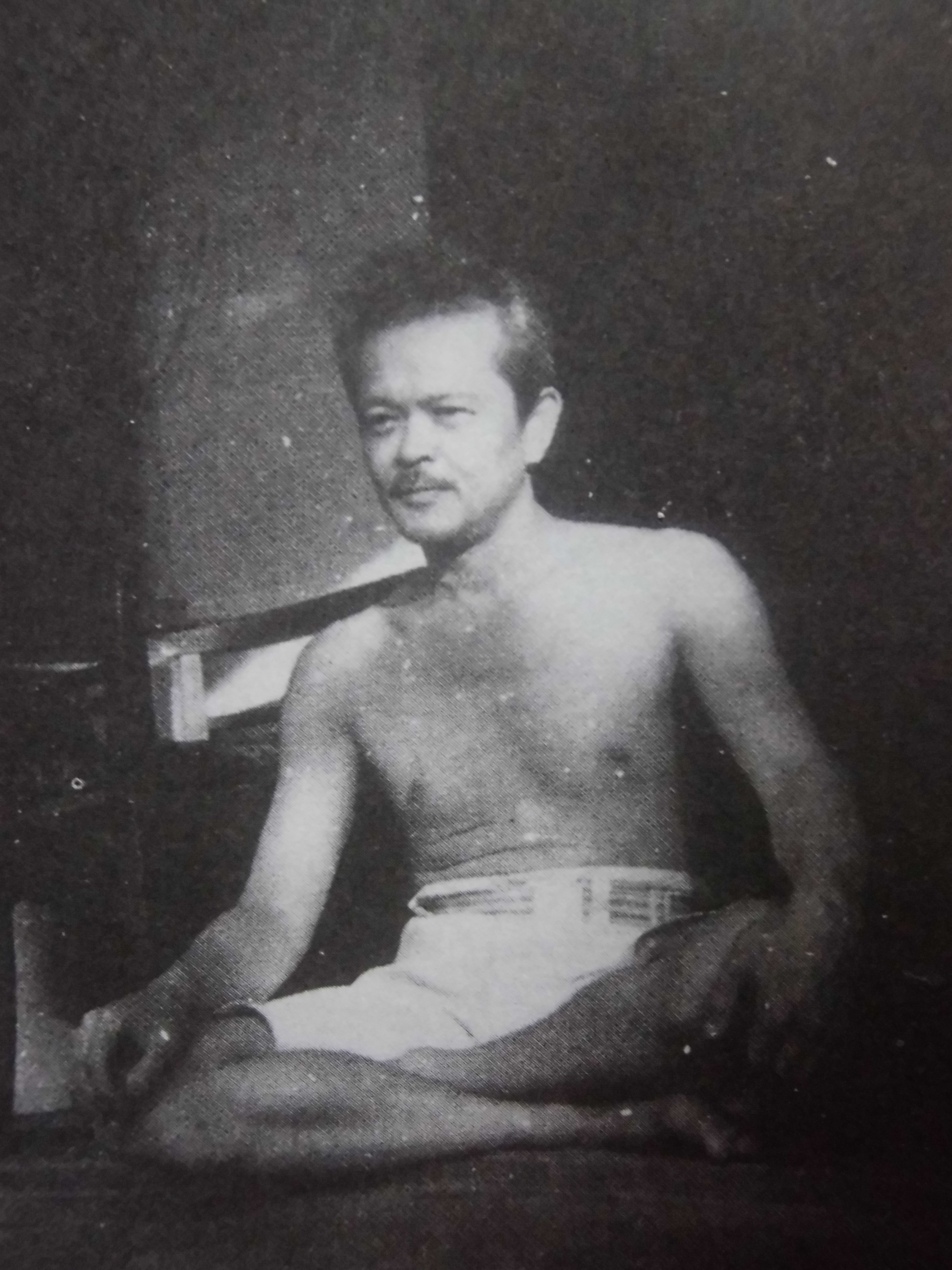
疎開先の伊東にて
（昭和18年頃）

1924年（大正13年）以降、柳の甥の石丸重治と雑誌『山繭』に関わり、そこで小林秀雄と運命的な出会いをする。骨董を愛玩する中で鍛えた眼で本質をずばりと見抜き、ときに手厳しい批評を行った。酒席で親友の小林を幾度も泣かせたといわれる。
自宅には小林秀雄、河上徹太郎、中原中也、永井龍男、大岡昇平といった文人たちが集い「青山学院」と呼ばれた。白洲正子、宇野千代なども弟子に当たる。
青山が後見人だった、銀座の美貌のホステス坂本睦子については、自らも彼女の愛人だった大岡昇平がモデル小説『花影』を執筆し、青山がモデルとなった人物も登場する。
晩年は高級マンション「ヴィラ・ビアンカ」（神宮前、1964年竣工）で暮らし、静岡県伊東市に別荘を設けた。
昭和54年（1979年）3月27日、自宅にて死去。法名は春光院釋陶経。

## 家族・親族

### 青山家
（東京市麻布区新広尾町1丁目（現：東京都港区）
- 父・八郎右衛門（東京府平民[5]、オットセイ本舗 薬種商[6]、地主[6]）

明治元年（1868年）4月生 - 昭和26年（1951年）4月没。茨城県平民茅根忠平の長男。青山さだ（さた）の養子。
父・八郎右衛門（本名茅根清十郎）は養子、茨城県久慈郡金郷村（現常陸太田市）の出身で、慶應義塾大学の2期生、古川の護岸工事で地所を拡大し、貸家業で多額の収入を得て、『時事新報』の全国50万円以上資産家名簿に名前を列ねていた。
作家の大岡昇平によれば「（青山の）親父は『講談倶楽部』の長者番付に出るくらいの土地持ちで、オットセイ丸という怪しげな薬をつかまされた人がいれば、それは青山のオヤジが売っていたものである」という。
- 母・きん[3]
- 兄・民吉[3]

### 親戚
- 母のいとこ・クーデンホーフ光子（旧姓青山、フランスの香水｢ゲランミツコ｣の名の主でウィーンの社交界で名を馳せたハインリヒ・クーデンホーフ＝カレルギー伯爵夫人[3]、父青山喜八は東京府牛込で骨董品屋を営んでいた）

## 著書
- 『眼の引越』創元社、1952年。中公文庫、1982年、限定新版2006年。
- 『青山二郎文集』小澤書店、1987年、増補版1995年、野々上慶一・郡司勝義編。
  - 改訂版『青山二郎全文集』（上・下）、ちくま学芸文庫、2003年、下巻に年譜。
- 『鎌倉文士骨董奇譚』講談社文芸文庫、1992年、書誌・年譜入り。
- 『眼の哲学・利休伝ノート』講談社文芸文庫、1994年。
- 『骨董鑑定眼』角川春樹事務所・ランティエ叢書、1998年。文庫判の単行本。

### 編書
- 陶經 二郎龍書房[注釈 3]（限定五十部・私家版：帙入和装本）、1931年[注釈 4]。
古書肆「えびな書店」（復刻版・限定三百部、白洲正子・青柳恵介の解説別冊）、1989年[11]
- 甌香譜 工政會出版部 1931年[注釈 5]。
- 濱田庄司陶器集 工政會出版部 1933年。
- 支那陶器図譜 第1～10輯 東方美術工藝會 1946年。

### 共編著
- 呉須赤繪大皿 倉橋藤治郎共編 工政會出版部 1932年。
- 古九谷 倉橋藤治郎共編 工政會出版部 1932-33年。全9冊

### 挿絵
- 燈臺日記 戸川博と共著 増進堂 1943年。

## 関連書籍
- 青山二郎の話 - 宇野千代、中央公論社、のち中公文庫（改版）
  - 新編「青山二郎の話・小林秀雄の話」- 中公文庫
- いまなぜ青山二郎なのか - 白洲正子、新潮社、のち新潮文庫
- 遊鬼 わが師わが友 - 白洲正子、新潮社、のち新潮文庫
  - 新編「ほんもの 白洲次郎のことなど」- 同上
- おとこ友達との会話 - 白洲正子 同上、のち各「全集」新潮社
- 心に残る人々 - 白洲正子、講談社文芸文庫 - 初期作品（新編）
- 美は匠にあり - 白洲正子、平凡社ライブラリー - 初期作品（新編）
- 青山二郎の素顔 陶に遊び 美を極める - 森孝一編、里文出版（のち新版）
  - 文庫版「青山二郎と文士たち 骨董交友録」- 同上
- 高級な友情 小林秀雄と青山二郎 - 野々上慶一、小澤書店、のち講談社文芸文庫（新編）
  - 新編「思い出の小林秀雄」- 野々上慶一、新潮社
- 青山二郎の眼 - 青柳恵介編、平凡社<別冊太陽 日本のこころ>
- 天才 青山二郎の眼力 - 白洲信哉編、新潮社<とんぼの本>
- 「青山二郎の眼」新潮社 - 展覧会図録「図版・解説」2冊組（青柳監修/白洲企画）
2006年-2007年にMIHO MUSEUM、愛媛県美術館、新潟市美術館、世田谷美術館で開催。
- 青山二郎－物は一眼 人は一口 - 田野勲、ミネルヴァ書房<日本評伝選>
- 死の骨董―青山二郎と小林秀雄 - 永原孝道、以文社

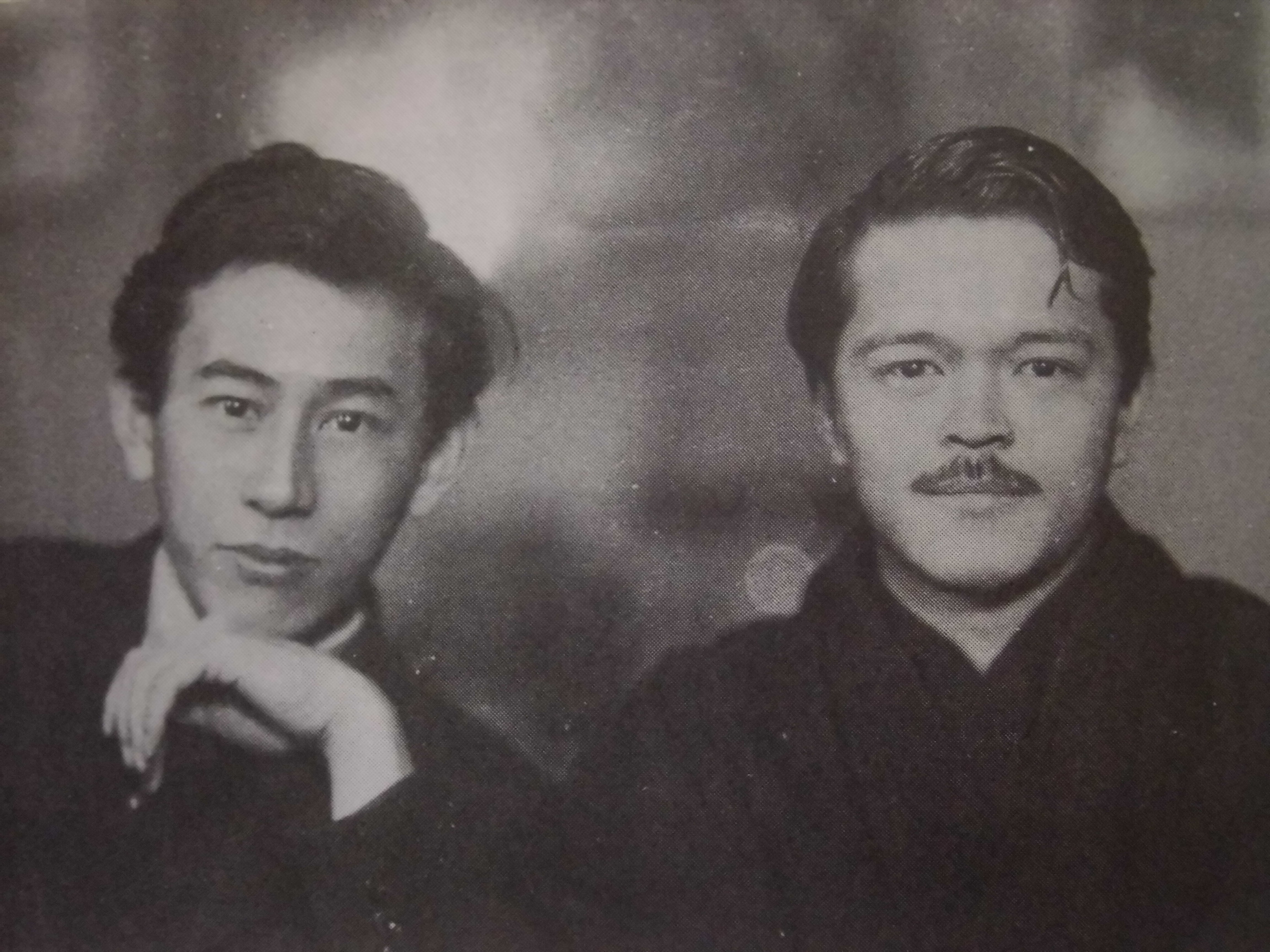
石丸重治と青山二郎

- 小林秀雄対話集 講談社文芸文庫（新編）